# Just Be
A Just Be Tiësto (Tijs Verwest) harmadik nagylemeze.

## Dalok listája
1. Forever Today
2. Love Comes Again
3. Traffic
4. Sweet Mysery
5. Nyana
6. Ur
7. Walking On Clouds
8. A Tear In The Open
9. Just Be
10. Adagio For Strings

## Elemzés
A Just Be egy nagyon tartalmas album. Tiësto minden érzelmet megszólaltat az eufóriától a csendes melankóliáig. A számok pontosan szerkesztettek, mindegyik egy kis történetet mesél el. Nem véletlen, hogy minden második dalból sláger lett: Love Comes Again, Traffic, Nyana, Just Be és az Adagio For Strings, Tiësto legismertebb számai.